# NGC 1798
NGC 1798 (również OCL 410) – gromada otwarta znajdująca się w gwiazdozbiorze Woźnicy. Odkrył ją Edward Emerson Barnard w listopadzie 1885 roku. Jest położona w odległości ok. 14,9 tys. lat świetlnych od Słońca.